# Чехословачка
Чехословачка, Чешко-Словачка или Чешка и Словачка, је бивша суверена држава у средњој Европи, која је постојала од 28. октобра 1918. године, када је проглашена независност од Аустроугарске, до мирног распада на Чешку и Словачку, који је проглашен 1. јануара 1993. године.
Настала је у јесен 1918. године, као заједничка држава два народа, Чеха и Словака, којима су се 1919. године прикључили и поткарпатски Русини. Од 1939. до 1945. године, услед принудне подјеле и дјелимичне, а затим и потпуне окупације од стране нацистичке Немачке и њене савезнице Мађарске, држава целокупно државно подручје се налазило под страном влашћу, али се одржала влада у егзилу која је наставила са радом.
Након ослобођења, између Чехословачке и Совјетског Савеза склопљен је споразум од 29. јуна 1945. године, којим је из састава Чехословачке у састав Совјетског Савеза прешло подручје бивше аутономне Поткарпатске Русије, односно Карпатске Украјине.
Од 1948. до 1990. Чехословачка је била дио Варшавског пакта и имала је планску економију. Период политичке либерализације 1968. године, познат као Прашко прољеће, је присилно заустављен када је неколико земаља Варшавског пакта извршило инвазију. Пред крај 1980-их приводила се крају комунистичка ера широм Европе, Чехословачка је мирним путем свргнула владу у Плишаној револуцији; социјалистичка контрола цијена је укинута након примјењених припрема. Неколико година касније, држава је подељена на двије суверене државе, поново мирним путем.

## Основне карактеристике
Облик државе:
- 1918–1938: Демократска република.
- 1938–1939: Након анексије Судета од стране Њемачке 1938, регија се постепено претворила у државу са слабим везама између чешких, словачких и русинских дијелова. Широк појас јужне Словачке и Карпатске Украјине је анкетирала Мађарска, а област Заолжје је анектирала Пољска.
- 1939–1945: Област је подељена на Протекторат Бохемију и Моравска и Словачку републику. Влада у избјеглиштву је наставила са радом у Лондону, подржана од стране Уједињеног Краљевства, САД и осталих савезника; након Њемачке инвазије на Совјетски Савез, такође је призната и од Совјетског Савеза. Чехословачка је била једна од потписница Декларације Организације уједињених нација, као и оснивачки члан Организације уједињених нација.
- 1946–1948: Државом је управљала коалициона влада са комунистичким министрима, укључујући предсједника владе и министра унутрашњих послова. Подручје бивше Карпатске Украјине предато је  Совјетском Савезу.
- 1948–1989: Држава је постала комунистичка држава са средишњом планском економијом. Званично је постала социјалистичка република 1960. године.
- 1969–1990: Федерална република која се састојала од Чешке Социјалистичке Републике и Словачке Социјалистичке Републике.
- 1990–1992: Федерална демократска република која се састојала од Чешке Републике и Словачке Републике.

Сусједи: Њемачка (1949—1990: Западна и Источна), Мађарска, Аустрија (1918—1938, 1945—1992), Пољска, Румунија (1918—1938), СССР (1945—1991), Украјина (1991—1992).
Топографија: углавном неравномерна подручја. Западни делови припадају централноевропским висоравнима. У источни регион залазе северни делови Карпата и дунавски басен.
Клима: доминира континентална клима где температура варира од умерене температуре на граници са Западном Европом на западу, до оштре на истоку на граници са Совјетским Савезом.

## Званична имена
- 1918—1920: Република Чехословачка (скраћено РЧС)/ Чешко-Словачка Држава,[2] или Чешко-Словачка (словачка верзија) или Чехословачка (чешка верзија);
- 1920—1938: Чехословачка Република (скраћено ЧСР), или Чехословачка;
- 1938—1939: Чешко-Словачка Република, или Чешко-Словачка;
- 1945—1960: Чехословачка Република (скраћено ЧСР), или Чехословачка;
- 1960—1990: Чехословачка Социјалистичка Република (скраћено ЧССР), или Чехословачка;[3]
- Април 1990: Чехословачка Федеративна Република (чешка верзија) или Чешко-Словачка Федеративна Република (словачка верзија)
  - Држава је затим постала Чешка и Словачка Федеративна Република (скраћено ЧСФР), или Чешкословачка (чешка верзија) или Чешко-Словачка (словачка верзија).

## Грб
Током постојања Чехословачке, грб је доживео неколико мањих промена, а и обично је имао три облика — велики, средњи и мали, али његова основа је увек била традиционални грб Чешке — (дворепи бели/сребрни лав у скоку), некад у комбинацији са грбом Словачке (двоструки сребрни крст на тровршју или представа Татри) и осталих традиционалних чешких земаља — Моравске (црвено-бели орао у полету, на плавом пољу) и грба Доње Шлезије (црни орао у полету, на златном пољу).

## Историја
Чехословачка је настала у октобру 1918. као једна од сукцесора Аустроугарске после Првог светског рата. Била је састављена од данашњих територија Чешке, Словачке и (до 1939) Поткарпатске Русије. Њена територија је био најиндустријализованији део Аустроугарске, била је најдемократскија република током периода пре Другог светског рата, али су је карактерисали етнички проблеми. Ти проблеми су узрок незадовољства друге и треће по бројности етничких група у Чехословачкој — Немаца и Словака, због доминације Чеха, који су били најбројнији.
Чехословачка је постала Хитлерова мета. После Минхенског споразума 1938, Хитлерове трупе извршиле су инвазију на Бохемију и Моравску у којима су већином живели Немци. Мађарској су припојене јужна Словачка, а Словачка и Карпатска Украјина су добиле аутономију за неко време. Коначно, Чехословачка је престала да постоји у марту 1939, када је Хитлер окупирао целу Чешку, а остатак Словачке је приморан да прогласи независност.
После Другог светског рата, предратна Чехословачка је реконституисана, док је међуратна Поткарпатска Русија преименована у Закарпатску Украјину и припојена Совјетском Савезу (1945). Три године касније (1948—1989), Комунистичка партија Чехословачке је дошла на власт и држава се нашла под утицајем Совјетског Савеза. У касним 60-им годинама, у време Прашког пролећа, покушано је да се комунистички систем промени у демократски. Религија је била забрањена, а атеизам је постао званична идеологија. 1969. Чехословачка је претворена у федерацију Чешких земаља и Словачке.
Године 1989. држава је поново постала демократска после Плишане револуције, 1992. савезни парламент је одлучио да се држава 1. јануара 1993. подели на Чешку и Словачку.

## Председници државе и владе
- Списак председника Чехословачке
- Списак премијера Чехословачке
- видети такође чланак: Комунистичка партија Чехословачке — лидери

## Међународни споразуми и чланства
Пре Другог светског рата била је члан Мале антанте.
После Другог светског рата, активно је учествовала у Мешовитом већу економске асистенције (Комекон), Варшавском пакту, Уједињеним нацијама и њиховим агенцијама, као и у Покрету несврстаних; једна од чланица ОЕБС-а.

## Религија
Године 1991, Католици: 46,4%, Евангелисти: 5,3%, Атеисти: 29,5%, неизјашњених: 16,7%.
У погледу религије су постојале огромне разлике између две конститутивне републике .

## Здравство и социјална заштита
После Другог светског рата здравствена заштита је је свим грађанима била доступна, 60-их и 70-их година радило се на побољшању здравства у руралним срединама.

## Политика
После Другог светског рата, монопол над политиком је држала Комунистичка партија Чехословачке. Густав Хусак (Gustáv Husák), је постао први секретар КПЧ 1969. (касније је функција преименована у генералног секретара), а председник Чехословачке је постао 1975. Остале политичке организације су биле подређене КПЧ. Све политичке партије, групе и организације су груписане под кишобраном Националног фронта Чехословачке Социјалистичке Републике. Над поборницима људских права и религије су вршене репресије.

## Образовање
Бесплатно основно образовање. Велики број грађана био је писмен.

## Енергетски ресурси
После Другог светског рата енергетски потенцијали државе су било мали. Из Совјетског Савеза је увожена нафта, а у држави је функционисала производња мрког угља и електрична енергија на хидро погон.

## Привреда
После Другог светског рата, привреда је централизована по угледу на привреду Совјетског Савеза. Тешка металургија која је зависила од увоза гвожђа.

## Спорт
Чехословачки фудбалски тим је био врло јак на светској сцени, са 8 учешћа на Светском првенству, завршивши као други на Светским првенствима 1934. и 1962. Тим је такође освојио и Европско првенство 1976.
Чехословачка је имала врло јак хокејашки тим, који је освојио мноштво медаља на светским шампионатима и олимпијским играма.
Познати тенисери Иван Лендл и Мартина Навратилова су рођени у Чехословачкој.